# Medford (Wisconsin)
Medford település az Amerikai Egyesült Államok Wisconsin államában, Taylor megyében, melynek megyeszékhelye is. Lakosainak száma 4349 fő (2020. április 1.).

## Népesség
A település népességének változása:

| 2010 | 4 326 |
| 2020 | 4 349 |